# 香港站公共運輸交匯處
香港站公共運輸交匯處（英語：Hong Kong Station Public Transport Interchange）位於香港香港島中西區中環金融街四季酒店地下，是一個公共運輸交匯處，於2003年1月27日隨國際金融中心二期落成而啟用。兩條過海隧道巴士路線621及681則於3月9日遷進，以紓緩中環碼頭巴士總站的擠迫。

## 總站路線資料（巴士）

### 過海隧道巴士373線
- 粉嶺（聯和墟） ↔ 中環（香港站）

於1993年12月28日投入服務，由九巴獨自營運，途經粉嶺（祥華邨）、粉嶺南（只限下午班次）、大窩西支路、大老山隧道（只限上午班次）、東區海底隧道（只限上午班次）、紅磡海底隧道（只限下午班次）、獅子山隧道（只限下午班次）、灣仔、金鐘、中環及上環，只於平日繁忙時間提供服務。

### 過海隧道巴士621線
- 麗港城 ↔ 中環（香港站）

1997年2月17日起投入服務，由九巴及城巴營運，輔助601線線及619線，為一條只在平日繁忙時間服務的特快過海隧道巴士線，所以價錢較高。

### 過海隧道巴士673線
- 上水 ↔ 中環（香港站）

於2015年9月14日投入服務，2016年10月22日改為全日提供服務並延長至此，由九巴獨自營運，途經粉嶺（聯和墟、祥華邨）、大老山隧道、東區海底隧道、銅鑼灣、灣仔、金鐘、中環及上環。

### 過海隧道巴士673A線
- 中環（香港站） → 上水 (下午班次)

於2023年4月24日投入服務，由九巴經營，星期一至五由此處開出一班（17：45）往上水。

### 過海隧道巴士679線
- 粉嶺皇后山邨 ↔ 中環（香港站）

於2022年1月26日投入服務，由城巴經營，來往皇后山邨及中環的巴士服務，途經軍地、馬尾下、龍山隧道、大老山隧道、東區海底隧道、北角、銅鑼灣及灣仔。

### 過海隧道巴士681線
- 馬鞍山市中心 ↔ 中環（香港站）

於1995年12月6日投入服務，由九巴及城巴聯營，往返馬鞍山及中環。途經大老山隧道、觀塘繞道、東區海底隧道、東區走廊、灣仔。

### 過海隧道巴士979線
- 粉嶺皇后山邨 ↔ 中環（香港站）

於2022年1月26日投入服務，由城巴經營，來往皇后山邨及中環的巴士服務，途經軍地、馬尾下、龍山隧道、青沙公路、西區海底隧道、上環及金鐘。

## 總站路線資料（專線小巴）

### 香港島專線小巴1號線
- 香港站 ↔ 山頂

### 香港島專線小巴1A線
- 香港站 ↺ 麥當勞道

### 香港島專線小巴2號線
- 香港站 ↺ 梅道／舊山頂道

只在週一至六服務

### 香港島專線小巴3號線
- 香港站 ↔ 寶珊道（寶城大廈）

### 香港島專線小巴3A線
- 香港站 ↔ 旭龢道（干德道）

週一至六繁忙時間服務

## 車坑分佈

### 巴士總站
| 車坑分佈（以入口最左邊起計） | 車坑分佈（以入口最左邊起計） | 車坑分佈（以入口最左邊起計） |
| 車坑編號                     | 車坑數目                     | 路線                         |
| ---------------------------- | ---------------------------- | ---------------------------- |
| 1                            | 雙坑                         | 過海隧道巴士679線            |
| 2                            | 單坑                         | 過海隧道巴士979線            |
| 3                            | 單坑                         | 後備                         |
| 4                            | 單坑                         | 過海隧道巴士681線            |
| 5                            | 單坑                         | 過海隧道巴士621線            |
| 6                            | 單坑                         | 過海隧道巴士373、673、673A線 |

### 專線小巴總站
| 車坑分佈（以入口最左邊起計） | 車坑分佈（以入口最左邊起計） | 車坑分佈（以入口最左邊起計） |
| 車坑編號                     | 車坑數目                     | 路線                         |
| ---------------------------- | ---------------------------- | ---------------------------- |
| 1                            | 雙坑                         | 後備                         |
| 2                            | 單坑                         | 後備                         |
| 3                            | 單坑                         | 後備                         |
| 4                            | 三坑                         | 專線小巴1、1A、2、3、3A線    |

## 外部連結
- 九巴 （页面存档备份，存于）
- 香港站總站 （页面存档备份，存于），城巴／新巴